# Khokh-bjergkæden
Khokh-bjergkæden ( georgisk: ხოხის ქედი , Xoxis kedi ; ossetisk: Авд хойы , Avd xojy ) er en bjergkæde i Kaukasusbjergene i Georgien. Bjergkæden løber nord for Store Kaukasus, som er gennemboret af kløfterne i Ardon og Terek, med Truso-passet i en højde af 3.150 moh. Den 5.034 meter høje vulkan Kazbek er det højeste punkt i Khokh-kæden.

## Etymologi
Ordet "Khokh" betyder "bjerg" på ossetisk.